# Дискография Lil Uzi Vert
Дискография американского рэпера Lil Uzi Vert состоит из двух студийных альбомов, четырёх мини-альбомов (EP), пяти микстейпов и 53 синглов (включая 32 в качестве приглашённого исполнителя). В 2014 году Lil Uzi Vert выпустил два самостоятельных проекта под названием Purple Thoughts EP Vol. 1 и The Real Uzi. После подписания контракта с Atlantic Records, Lil Uzi Vert выпустил микстейп Luv Is Rage. В следующем году, Uzi Vert выпустил два микстейпа — Lil Uzi Vert vs. the World и The Perfect LUV Tape. В микстейп Lil Uzi Vert vs. the World вошли сингл «Money Longer», который достиг высшей позиции под номером 54 в американском чарте Billboard Hot 100, а также «You Was Right», который достиг высшей позиции под номером 40. В 2016 году Lil Uzi Vert выпустил совместный релиз с рэпером Gucci Mane под названием 1017 vs. The World.
Его дебютный альбом Luv Is Rage 2 был выпущен 25 августа 2017 года и занял первое место в чарте Billboard 200. В него вошёл сингл «XO Tour Llif3», который достиг высшей позиции под номером 7 в чарте Billboard Hot 100 и был сертифицирован RIAA x7 платиновым. 24 июля 2017 года Uzi Vert выпустил 2 Luv Is 2 Rage на своей странице SoundCloud.
Его второй студийный альбом Eternal Atake был выпущен 6 марта 2020 года, в который вошли два сингла: «Futsal Shuffle 2020» и «That Way».

## Альбомы
| Название      | Детали | Высшая позиция в чартах | Высшая позиция в чартах | Высшая позиция в чартах | Высшая позиция в чартах | Высшая позиция в чартах | Высшая позиция в чартах | Высшая позиция в чартах | Высшая позиция в чартах | Высшая позиция в чартах | Высшая позиция в чартах | Сертификации           |
| Название      | Детали | US                      | US R&B /HH              | AUS                     | CAN                     | GER                     | NLD                     | NOR                     | NZ                      | SWE                     | UK                      | Сертификации           |
| ------------- | --- | ----------------------- | ----------------------- | ----------------------- | ----------------------- | ----------------------- | ----------------------- | ----------------------- | ----------------------- | ----------------------- | ----------------------- | ---------------------- |
| Luv Is Rage 2 | - Релиз: 25 августа 2017 - Лейбл: Generation Now, Atlantic - Формат: CD, стриминг, цифровая загрузка, кассета, винил | 1                       | 1                       | 1                       | 22                      | 3                       | 80                      | 9                       | 10                      | 15                      | 14                      | - RIAA: 2 × платиновый |
| Eternal Atake | - Релиз: 6 марта 2020 - Лейбл: Roc Nation - Формат: CD, стриминг, цифровая загрузка, кассета, винил                  | 1                       | 1                       | 1                       | 1                       | 26                      | 2                       | 2                       | 2                       | 5                       | 3                       |                        |

### Делюкс-альбомы
| Название                     | Детали                                                                                         |
| ---------------------------- | ---------------------------------------------------------------------------------------------- |
| Lil Uzi Vert vs. the World 2 | - Релиз: 13 марта 2020 - Лейбл: Generation Now, Atlantic - Формат: Стриминг, цифровая загрузка |

### Совместные альбомы
| Название                                  | Детали | Высшая позиция в чартах | Высшая позиция в чартах | Высшая позиция в чартах | Высшая позиция в чартах | Высшая позиция в чартах | Высшая позиция в чартах | Высшая позиция в чартах | Высшая позиция в чартах | Высшая позиция в чартах | Высшая позиция в чартах | Сертификации |
| Название                                  | Детали | US                      | US R&B /HH              | AUS                     | CAN                     | GER                     | NLD                     | NOR                     | NZ                      | SWE                     | UK                      | Сертификации |
| ----------------------------------------- | --- | ----------------------- | ----------------------- | ----------------------- | ----------------------- | ----------------------- | ----------------------- | ----------------------- | ----------------------- | ----------------------- | ----------------------- | ------------ |
| Pluto x Baby Pluto (совместно с Фьючером) | - Выпущен: 13 ноября 2020 - Лейблы: Generation Now, Atlantic, Freebandz, Epic - Форматы: LP, стриминг, цифровая загрузка | 4                       | —                       | —                       | —                       | —                       | —                       | —                       | —                       | —                       | —                       |              |

### Микстейпы
| Название                                                                                 | Детали                                                                                                 | Высшая позиция в чартах | Высшая позиция в чартах | Высшая позиция в чартах | Сертификации       |
| Название                                                                                 | Детали                                                                                                 | US                      | US R&B /HH              | US Rap                  | Сертификации       |
| ---------------------------------------------------------------------------------------- | --- | ----------------------- | ----------------------- | ----------------------- | ------------------ |
| The Real Uzi                                                                             | - Релиз: 2014 - Лейбл: Вне лейбла - Формат: Стриминг                                                   | —                       | —                       | —                       |                    |
| Luv Is Rage                                                                              | - Релиз: 30 октября 2015 - Лейбл: Generation Now, Atlantic - Формат: Стриминг, цифровая загрузка       | —                       | —                       | —                       |                    |
| Lil Uzi Vert vs. the World                                                               | - Релиз: 15 апреля 2016 - Лейбл: Generation Now, Atlantic - Формат: Стриминг, цифровая загрузка, винил | 37                      | 18                      | 12                      | - RIAA: платиновый |
| The Perfect LUV Tape                                                                     | - Релиз: 31 июля 2016 - Лейбл: Generation Now, Atlantic - Формат: Стриминг, цифровая загрузка, винил   | 55                      | 20                      | 12                      | - RIAA: золотой    |
| «—» обозначает запись, которая не попала в чарт или не была выпущена на этой территории. | |                         |                         |                         |                    |

## Мини-альбомы
| Название                                    | Детали                                                                             |
| ------------------------------------------- | ---------------------------------------------------------------------------------- |
| Purple Thoughtz EP Vol. 1                   | - Релиз: 19 января 2014 - Лейбл: Вне лейбла - Формат: Цифровая загрузка            |
| 1017 vs. The World (совместно с Gucci Mane) | - Релиз: 23 ноября 2016 - Лейбл: Generation Now, GUWOP - Формат: Цифровая загрузка |
| Luv Is Rage 1.5                             | - Релиз: 26 февраля 2017 - Лейбл: Вне лейбла - Формат: Стриминг                    |
| Red & White                                 | - Релиз: 22 июля 2022 - Лейбл: Generation Now, Atlantic - Формат: Стриминг         |

## Синглы

### В качестве ведущего исполнителя
| Название                                                                                 | Год  | Высшая позиция в чартах | Высшая позиция в чартах | Высшая позиция в чартах | Высшая позиция в чартах | Высшая позиция в чартах | Высшая позиция в чартах | Высшая позиция в чартах | Сертификации                                                                       | Альбом                             |
| Название                                                                                 | Год  | US                      | US R&B/HH               | US Rap                  | AUS                     | CAN                     | NZ                      | UK                      | Сертификации                                                                       | Альбом                             |
| ---------------------------------------------------------------------------------------- | ---- | ----------------------- | ----------------------- | ----------------------- | ----------------------- | ----------------------- | ----------------------- | ----------------------- | ---------------------------------------------------------------------------------- | ---------------------------------- |
| «Money Longer»                                                                           | 2016 | 54                      | 15                      | 9                       | —                       | —                       | —                       | —                       | - RIAA: 2 × платиновый                                                             | Lil Uzi Vert vs. the World         |
| «You Was Right»                                                                          | 2016 | 40                      | 16                      | 11                      | —                       | —                       | —                       | —                       | - RIAA: 2 × платиновый                                                             | Lil Uzi Vert vs. the World         |
| «Seven Million» (при участии Фьючера)                                                    | 2016 | —                       | —                       | —                       | —                       | —                       | —                       | —                       |                                                                                    | The Perfect LUV Tape               |
| «Erase Your Social»                                                                      | 2016 | —                       | 50                      | —                       | —                       | —                       | —                       | —                       |                                                                                    | The Perfect LUV Tape               |
| «Go Off» (совместно с Quavo и Трэвисом Скоттом)                                          | 2017 | —                       | 39                      | —                       | —                       | —                       | —                       | —                       | - RIAA: золотой                                                                    | The Fate of the Furious: The Album |
| «XO Tour Llif3»                                                                          | 2017 | 7                       | 5                       | 4                       | 37                      | 10                      | 16                      | 25                      | - RIAA: 7 × платиновый - ARIA: 3 × платиновый - BPI: платиновый - RMNZ: платиновый | Luv Is Rage 2                      |
| «The Way Life Goes» (при участии Oh Wonder и Ники Минаж)                                 | 2017 | 24                      | 11                      | 11                      | 85                      | 44                      | —                       | 87                      | - RIAA: 4 × платиновый                                                             | Luv Is Rage 2                      |
| «Sauce It Up»                                                                            | 2018 | 49                      | 21                      | 15                      | —                       | 82                      | —                       | —                       | - RIAA: 2 × платиновый                                                             | Luv Is Rage 2                      |
| «New Patek»                                                                              | 2018 | 24                      | 14                      | 12                      | —                       | 30                      | —                       | 68                      | - RIAA: платиновый                                                                 | Внеальбомный сингл                 |
| «Free Uzi»                                                                               | 2019 | —                       | —                       | —                       | —                       | —                       | —                       | —                       |                                                                                    | Внеальбомный сингл                 |
| «That’s a Rack»                                                                          | 2019 | 76                      | 27                      | —                       | —                       | 77                      | —                       | —                       | - RIAA: золотой                                                                    | Внеальбомный сингл                 |
| «Sanguine Paradise»                                                                      | 2019 | 28                      | 12                      | 10                      | —                       | 36                      | —                       | —                       | - RIAA: платиновый                                                                 | Внеальбомный сингл                 |
| «Futsal Shuffle 2020»                                                                    | 2019 | 5                       | 2                       | 2                       | 62                      | 8                       | —                       | 57                      |                                                                                    | Eternal Atake                      |
| «That Way»                                                                               | 2020 | 20                      | 11                      | 7                       | —                       | 27                      | 38                      | 47                      |                                                                                    | Eternal Atake                      |
| «Sasuke»                                                                                 | 2020 | —                       | —                       | —                       | —                       | —                       | —                       | —                       |                                                                                    | Внеальбомный сингл                 |
| «Party Girl» (ремикс) (совместно с StaySolidRocky)                                       | 2020 | —                       | —                       | —                       | —                       | —                       | —                       | —                       |                                                                                    | Fallin                             |
| «Over Your Head» (совместно с Фьючером)                                                  | 2020 | —                       | 41                      | —                       | —                       | 91                      | —                       | —                       |                                                                                    | Pluto x Baby Pluto (делюкс)        |
| «Patek» (совместно с Фьючером)                                                           | 2020 | —                       | 43                      | —                       | —                       | —                       | —                       | —                       |                                                                                    | Pluto x Baby Pluto (делюкс)        |
| «Dolly» (совместно с Lil Tecca)                                                          | 2020 | 80                      | 26                      | 25                      | —                       | 63                      | —                       | —                       |                                                                                    | Virgo World                        |
| «His & Hers» (совместно с Internet Money и Don Toliver при участии Gunna)                | 2021 | 67                      | 34                      | —                       | —                       | 53                      | —                       | —                       | - RIAA: Золотой                                                                    | TBA                                |
| «Demon High»                                                                             | 2021 | 61                      | 18                      | 13                      | —                       | 87                      | —                       | —                       |                                                                                    | The Pink Tape                      |
| «Heavy» (совместно с Nigo)                                                               | 2022 | —                       | —                       | —                       | —                       | —                       | —                       | —                       |                                                                                    | I Know Nigo                        |
| «Just Wanna Rock»                                                                        | 2022 | —                       | —                       | —                       | —                       | —                       | —                       | —                       |                                                                                    | The Pink Tape                      |
| «—» обозначает запись, которая не попала в чарт или не была выпущена на этой территории. |      |                         |                         |                         |                         |                         |                         |                         |                                                                                    |                                    |

### В качестве приглашенного исполнителя
| Название                                                                                    | Год  | Высшая позиция в чартах | Высшая позиция в чартах | Высшая позиция в чартах | Высшая позиция в чартах | Высшая позиция в чартах | Высшая позиция в чартах | Высшая позиция в чартах | Сертификации                                          | Альбом                              |
| Название                                                                                    | Год  | US                      | US R&B/HH               | US Rap                  | AUS                     | CAN                     | NZ                      | UK                      | Сертификации                                          | Альбом                              |
| ------------------------------------------------------------------------------------------- | ---- | ----------------------- | ----------------------- | ----------------------- | ----------------------- | ----------------------- | ----------------------- | ----------------------- | ----------------------------------------------------- | ----------------------------------- |
| «Wrong» (MAX при участии Lil Uzi Vert)                                                      | 2015 | —                       | —                       | —                       | —                       | —                       | —                       | —                       |                                                       | Hell’s Kitchen Angel                |
| «Pull Up» (Уиз Халифа при участии Lil Uzi Vert)                                             | 2016 | —                       | 49                      | —                       | —                       | —                       | —                       | —                       | - RIAA: золотой                                       | Внеальбомный сингл                  |
| «Too Much Sauce» (DJ Esco при участии Фьючера и Lil Uzi Vert)                               | 2016 | 50                      | 22                      | 17                      | —                       | —                       | —                       | —                       | - RIAA: платиновый                                    | Project E.T.                        |
| «Drop» (Tayyib Ali при участии ASAP Ant и Lil Uzi Vert)                                     | 2016 | —                       | —                       | —                       | —                       | —                       | —                       | —                       |                                                       | Внеальбомный сингл                  |
| «Love» (Felix Snow при участии Lil Uzi Vert)                                                | 2016 | —                       | —                       | —                       | —                       | —                       | —                       | —                       |                                                       | Внеальбомный сингл                  |
| «Bad and Boujee» (Migos при участии Lil Uzi Vert)                                           | 2016 | 1                       | 1                       | 1                       | 34                      | 5                       | 17                      | 30                      | - RIAA: 4 × платиновый - BPI: золотой - RMNZ: золотой | Culture                             |
| «Goyard Bag» (Fabolous при участии Lil Uzi Vert)                                            | 2017 | —                       | —                       | —                       | —                       | —                       | —                       | —                       |                                                       | Summertime Shootout 2: The Level Up |
| «Lookin» (Playboi Carti при участии Lil Uzi Vert)                                           | 2017 | —                       | —                       | —                       | —                       | —                       | —                       | —                       |                                                       | Playboi Carti                       |
| «Woke Up Like This» (Playboi Carti при участии Lil Uzi Vert)                                | 2017 | 76                      | 32                      | 25                      | —                       | —                       | —                       | —                       | - RIAA: платиновый - MC: золотой                      | Playboi Carti                       |
| «RAF» (ASAP Mob при участии ASAP Rocky, Playboi Carti, Quavo, Lil Uzi Vert и Фрэнка Оушена) | 2017 | —                       | —                       | —                       | —                       | 82                      | —                       | —                       |                                                       | Cozy Tapes Vol. 2: Too Cozy         |
| «Water Leak» (Philthy Rich при участии Lil Uzi Vert, Sauce Walka и Offset)                  | 2017 | —                       | —                       | —                       | —                       | —                       | —                       | —                       |                                                       | Внеальбомный сингл                  |
| «Wanted You» (Nav при участии Lil Uzi Vert)                                                 | 2017 | 64                      | 27                      | 23                      | —                       | 33                      | —                       | —                       | - RIAA: платиновый - MC: 2 × платиновый               | Reckless                            |
| «Watch» (Трэвис Скотт при участии Lil Uzi Vert и Канье Уэста)                               | 2018 | 16                      | 9                       | 8                       | 65                      | 24                      | —                       | 53                      | - RIAA: платиновый                                    | Внеальбомный сингл                  |
| «Wasted» (Juice WRLD при участии Lil Uzi Vert)                                              | 2018 | 67                      | 27                      | 21                      | —                       | 69                      | —                       | —                       | - RIAA: платиновый                                    | Goodbye & Good Riddance             |
| «Multi Millionaire» (Lil Pump при участии Lil Uzi Vert)                                     | 2018 | —                       | —                       | —                       | —                       | 99                      | —                       | —                       |                                                       | Harverd Dropout                     |
| «Big Racks» (Cassius Jay при участии Lil Uzi Vert)                                          | 2018 | —                       | —                       | —                       | —                       | —                       | —                       | —                       |                                                       | Внеальбомный сингл                  |
| «420 In London» (Pressa при участии Lil Uzi Vert)                                           | 2018 | —                       | —                       | —                       | —                       | —                       | —                       | —                       |                                                       | Внеальбомный сингл                  |
| «Show You Off» (Lud Foe при участии Lil Uzi Vert)                                           | 2019 | —                       | —                       | —                       | —                       | —                       | —                       | —                       |                                                       | Внеальбомный сингл                  |
| «Extendo» (Young Nudy при участии Lil Uzi Vert)                                             | 2019 | —                       | —                       | —                       | —                       | —                       | —                       | —                       |                                                       | Sli’merre                           |
| «Pull Up» (Lil Keed при участии Lil Uzi Vert и YNW Melly)                                   | 2019 | —                       | —                       | —                       | —                       | —                       | —                       | —                       |                                                       | Long Live Mexico                    |
| «Reply» (A Boogie wit da Hoodie при участии Lil Uzi Vert)                                   | 2019 | 49                      | 22                      | 17                      | —                       | 54                      | —                       | —                       |                                                       | Artist 2.0                          |
| «Flood My Wrist» (A Boogie wit da Hoodie при участии Lil Uzi Vert и Don Q)                  | 2020 | —                       | —                       | —                       | —                       | —                       | —                       | —                       |                                                       | Highbridge The Label: Vol. 2        |
| «Diamond Choker» (Lil Gnar при участии Lil Uzi Vert)                                        | 2020 | —                       | —                       | —                       | —                       | —                       | —                       | —                       |                                                       | Die Bout It                         |
| «Adderall (Corvette Corvette) (ремикс)» (Popp Hunna при участии Lil Uzi Vert)               | 2020 | —                       | —                       | —                       | —                       | —                       | —                       | —                       |                                                       | Mud Baby                            |
| «Low Key» (Doe Boy при участии Lil Uzi Vert)                                                | 2021 | —                       | —                       | —                       | —                       | —                       | —                       | —                       |                                                       | Внеальбомный сингл                  |
| «Die for a Man» (Bebe Rexha при участии Lil Uzi Vert)                                       | 2021 | —                       | —                       | —                       | —                       | —                       | —                       | —                       |                                                       | Better Mistakes                     |
| «Teenage Dream 2» (Kidd G при участии Lil Uzi Vert)                                         | 2021 | —                       | —                       | —                       | —                       | —                       | —                       | —                       |                                                       | Внеальбомный сингл                  |
| «Holy Smokes» (Trippie Redd при участии Lil Uzi Vert)                                       | 2021 | 50                      | 17                      | 13                      | —                       | 65                      | —                       | —                       |                                                       | Trip at Knight                      |
| «Blue Notes 2» (Meek Mill при участии Lil Uzi Vert)                                         | 2021 | 87                      | 45                      | ―                       | —                       | ―                       | —                       | —                       |                                                       | Expensive Pain                      |
| «V12» (Iann Dior featuring Lil Uzi Vert)                                                    | 2021 | —                       | —                       | —                       | —                       | —                       | 22                      | —                       |                                                       | On to Better Things                 |
| «Bbycakes» (Mura Masa при участии Lil Uzi Vert, PinkPantheress и Shygirl)                   | 2022 | —                       | —                       | —                       | —                       | —                       | —                       | 71                      |                                                       | Soundtrack to a Death, Part 2       |
| «Scrape It Off» (Pusha T при участии Lil Uzi Vert and Don Toliver)                          | 2022 | 59                      | 17                      | 14                      | —                       | 41                      | —                       | —                       |                                                       | It’s Almost Dry                     |
| «—» обозначает запись, которая не попала в чарт или не была выпущена на этой территории.    |      |                         |                         |                         |                         |                         |                         |                         |                                                       |                                     |

## Другие песни в чартах
| Название                                                                                 | Год  | Высшая позиция в чартах | Высшая позиция в чартах | Высшая позиция в чартах | Высшая позиция в чартах | Высшая позиция в чартах | Высшая позиция в чартах | Высшая позиция в чартах | Высшая позиция в чартах | Сертификации       | Альбом                       |
| Название                                                                                 | Год  | US                      | US R&B/HH               | US Rap                  | AUS                     | CAN                     | NLD                     | NZ Heat.                | UK                      | Сертификации       | Альбом                       |
| ---------------------------------------------------------------------------------------- | ---- | ----------------------- | ----------------------- | ----------------------- | ----------------------- | ----------------------- | ----------------------- | ----------------------- | ----------------------- | ------------------ | ---------------------------- |
| «7AM»                                                                                    | 2016 | —                       | —                       | —                       | —                       | —                       | —                       | —                       | —                       |                    | Luv Is Rage                  |
| «Ps & Qs»                                                                                | 2016 | —                       | 50                      | —                       | —                       | —                       | —                       | —                       | —                       | - RIAA: платиновый | Lil Uzi Vert vs. the World   |
| «Do What I Want»                                                                         | 2016 | —                       | —                       | —                       | —                       | 95                      | —                       | —                       | —                       | - RIAA: платиновый | The Perfect Luv Tape         |
| «Froze» (Meek Mill при участии Lil Uzi Vert и Ники Минаж)                                | 2016 | 68                      | 28                      | 21                      | —                       | —                       | —                       | —                       | —                       |                    | DC4                          |
| «444+222»                                                                                | 2017 | 60                      | 30                      | 23                      | —                       | 91                      | —                       | —                       | —                       | - RIAA: золотой    | Luv Is Rage 2                |
| «Neon Guts» (при участии Фаррелла Уильямса)                                              | 2017 | 79                      | 38                      | —                       | —                       | —                       | —                       | —                       | —                       | - RIAA: золотой    | Luv Is Rage 2                |
| «Two»                                                                                    | 2017 | 80                      | 39                      | —                       | —                       | —                       | —                       | —                       | —                       | - RIAA: золотой    | Luv Is Rage 2                |
| «X»                                                                                      | 2017 | 81                      | 39                      | —                       | —                       | —                       | —                       | —                       | —                       | - RIAA: золотой    | Luv Is Rage 2                |
| «For Real»                                                                               | 2017 | 82                      | 41                      | —                       | —                       | —                       | —                       | —                       | —                       | - RIAA: золотой    | Luv Is Rage 2                |
| «UnFazed» (при участии The Weeknd)                                                       | 2017 | 84                      | 42                      | —                       | —                       | 71                      | —                       | —                       | —                       | - RIAA: золотой    | Luv Is Rage 2                |
| «No Sleep Leak»                                                                          | 2017 | 90                      | 45                      | —                       | —                       | —                       | —                       | —                       | —                       | - RIAA: золотой    | Luv Is Rage 2                |
| «Dark Queen»                                                                             | 2017 | 91                      | 38                      | —                       | —                       | —                       | —                       | —                       | —                       | - RIAA: платиновый | Luv Is Rage 2                |
| «20 Min»                                                                                 | 2017 | —                       | —                       | —                       | —                       | —                       | —                       | —                       | —                       | - RIAA: платиновый | Luv Is Rage 2                |
| «Feelings Mutual»                                                                        | 2017 | —                       | —                       | —                       | —                       | —                       | —                       | —                       | —                       |                    | Luv Is Rage 2                |
| «How to Talk»                                                                            | 2017 | —                       | —                       | —                       | —                       | —                       | —                       | —                       | —                       |                    | Luv Is Rage 2                |
| «Early 20 Rager»                                                                         | 2017 | —                       | —                       | —                       | —                       | —                       | —                       | —                       | —                       |                    | Luv Is Rage 2                |
| «Malfunction»                                                                            | 2017 | —                       | —                       | —                       | —                       | —                       | —                       | —                       |                         |                    | Luv Is Rage 2                |
| «Pretty Mami»                                                                            | 2017 | —                       | —                       | —                       | —                       | —                       | —                       | —                       | —                       |                    | Luv Is Rage 2                |
| «Shoota» (Playboi Carti при участии Lil Uzi Vert)                                        | 2018 | 46                      | 25                      | —                       | —                       | 67                      | —                       | —                       | —                       | - RIAA: платиновый | Die Lit                      |
| «What’s the Move» (Янг Таг при участии Lil Uzi Vert)                                     | 2019 | 55                      | 21                      | —                       | —                       | 84                      | —                       | 9                       | —                       |                    | So Much Fun                  |
| «Baby Pluto»                                                                             | 2020 | 6                       | 4                       | 3                       | 48                      | 13                      | 77                      | 3                       | 36                      |                    | Eternal Atake                |
| «Lo Mein»                                                                                | 2020 | 8                       | 6                       | 5                       | —                       | 34                      | —                       | 5                       | —                       |                    | Eternal Atake                |
| «Silly Watch»                                                                            | 2020 | 9                       | 7                       | 6                       | —                       | 36                      | —                       | 6                       | —                       |                    | Eternal Atake                |
| «Pop»                                                                                    | 2020 | 28                      | 17                      | 12                      | —                       | 68                      | —                       | —                       | —                       |                    | Eternal Atake                |
| «You Better Move»                                                                        | 2020 | 36                      | 23                      | 18                      | —                       | 79                      | —                       | —                       | —                       |                    | Eternal Atake                |
| «Homecoming»                                                                             | 2020 | 22                      | 14                      | 10                      | —                       | 54                      | —                       | —                       | —                       |                    | Eternal Atake                |
| «I’m Sorry»                                                                              | 2020 | 37                      | 24                      | 19                      | —                       | 66                      | —                       | —                       | —                       |                    | Eternal Atake                |
| «Celebration Station»                                                                    | 2020 | 34                      | 21                      | 16                      | —                       | 64                      | —                       | —                       | —                       |                    | Eternal Atake                |
| «Bigger Than Life»                                                                       | 2020 | 33                      | 20                      | 15                      | —                       | 70                      | —                       | —                       | —                       |                    | Eternal Atake                |
| «Chrome Heart Tags»                                                                      | 2020 | 45                      | 29                      | 23                      | —                       | 86                      | —                       | —                       | —                       |                    | Eternal Atake                |
| «Bust Me»                                                                                | 2020 | 51                      | 31                      | 25                      | —                       | 87                      | —                       | —                       | —                       |                    | Eternal Atake                |
| «Prices»                                                                                 | 2020 | 25                      | 16                      | 11                      | —                       | 55                      | —                       | —                       | —                       |                    | Eternal Atake                |
| «Urgency» (при участии Syd)                                                              | 2020 | 76                      | 47                      | —                       | —                       | —                       | —                       | —                       | —                       |                    | Eternal Atake                |
| «Venetia»                                                                                | 2020 | 39                      | 25                      | 20                      | —                       | 61                      | —                       | —                       | —                       |                    | Eternal Atake                |
| «Secure the Bag»                                                                         | 2020 | 72                      | 44                      | —                       | —                       | —                       | —                       | —                       | —                       |                    | Eternal Atake                |
| «P2»                                                                                     | 2020 | 11                      | 9                       | 7                       | —                       | 20                      | 80                      | 2                       | 37                      |                    | Eternal Atake                |
| «Myron»                                                                                  | 2020 | 13                      | 7                       | 5                       | —                       | 39                      | —                       | 2                       | 58                      |                    | Lil Uzi Vert vs. the World 2 |
| «Lotus»                                                                                  | 2020 | 45                      | 24                      | 20                      | —                       | —                       | —                       | —                       | —                       |                    | Lil Uzi Vert vs. the World 2 |
| «Bean (Kobe)» (при участии Chief Keef)                                                   | 2020 | 19                      | 10                      | 6                       | —                       | 60                      | —                       | 9                       | —                       |                    | Lil Uzi Vert vs. the World 2 |
| «Yessirskiii» (при участии 21 Savage)                                                    | 2020 | 26                      | 14                      | 10                      | —                       | 88                      | —                       | 11                      | —                       |                    | Lil Uzi Vert vs. the World 2 |
| «Wassup» (при участии Фьючера)                                                           | 2020 | 54                      | 31                      | —                       | —                       | —                       | —                       | —                       | —                       |                    | Lil Uzi Vert vs. the World 2 |
| «Strawberry Peels» (при участии Янг Тага и Gunna)                                        | 2020 | 60                      | 34                      | —                       | —                       | —                       | —                       | —                       | —                       |                    | Lil Uzi Vert vs. the World 2 |
| «I Can Show You»                                                                         | 2020 | 66                      | 37                      | —                       | —                       | —                       | —                       | —                       | —                       |                    | Lil Uzi Vert vs. the World 2 |
| «Moon Relate»                                                                            | 2020 | 62                      | 36                      | —                       | —                       | —                       | —                       | —                       | —                       |                    | Lil Uzi Vert vs. the World 2 |
| «Come This Way»                                                                          | 2020 | 83                      | 47                      | —                       | —                       | —                       | —                       | —                       | —                       |                    | Lil Uzi Vert vs. the World 2 |
| «Trap This Way (This Way)»                                                               | 2020 | 68                      | 38                      | —                       | —                       | —                       | —                       | —                       | —                       |                    | Lil Uzi Vert vs. the World 2 |
| «No Auto» (при участии Lil Durk)                                                         | 2020 | 76                      | 42                      | —                       | —                       | —                       | —                       | —                       | —                       |                    | Lil Uzi Vert vs. the World 2 |
| «Money Spread» (при участии Young Nudy)                                                  | 2020 | 89                      | 50                      | —                       | —                       | —                       | —                       | —                       | —                       |                    | Lil Uzi Vert vs. the World 2 |
| «Got the Guap» (при участии Янг Тага)                                                    | 2020 | 87                      | 49                      | —                       | —                       | —                       | —                       | —                       | —                       |                    | Lil Uzi Vert vs. the World 2 |
| «Leaders» (при участии NAV)                                                              | 2020 | 72                      | 39                      | —                       | —                       | 72                      | —                       | 18                      | —                       |                    | Lil Uzi Vert vs. the World 2 |
| «—» обозначает запись, которая не попала в чарт или не была выпущена на этой территории. |      |                         |                         |                         |                         |                         |                         |                         |                         |                    |                              |

## Гостевое участие
| Название                      | Год  | Другие исполнители                          | Альбом                                  |
| ----------------------------- | ---- | ------------------------------------------- | --------------------------------------- |
| «Big Racks»                   | 2015 | Янг Таг                                     | Slime Season 2                          |
| «WDYW»                        | 2015 | Carnage, ASAP Ferg, Rich the Kid            | Papi Gordo                              |
| «Fetti»                       | 2016 | Янг Таг, Fetty Wap, Juugman                 | н/д                                     |
| «Flexing On Purpose»          | 2016 | Ralo, Янг Таг, 21 Savage                    | Diary of the Streets II                 |
| «Uzi Gang»                    | 2016 | ASAP Ferg, Marty Baller                     | Always Strive and Prosper               |
| «Big Money» (C4 Remix)        | 2016 | DJ Drama, Рич Хоуми Куан, Skeme             | Quality Street Music 2                  |
| «Camera»                      | 2016 | DJ Drama, FKi 1st, Мак Миллер, Post Malone  | Quality Street Music 2                  |
| «RaRa»                        | 2016 | Трэвис Скотт                                | н/д                                     |
| «New Level» (Remix)           | 2016 | ASAP Ferg, Фьючер, ASAP Rocky               | н/д                                     |
| «Runner»                      | 2016 | ASAP Mob                                    | Cozy Tapes Vol. 1: Friends              |
| «Froze»                       | 2016 | Meek Mill, Ники Минаж                       | DC4                                     |
| «Can’t Lose»                  | 2017 | Игги Азалия                                 | Def Jam Presents: Direct Deposit Vol. 2 |
| «Michael Jackson»             | 2017 | Shad da God                                 | God Gang                                |
| «Marvelous Day»               | 2017 | Kap G, Gunna                                | Mood                                    |
| «F*ck That Check Up»          | 2017 | Meek Mill                                   | Wins & Losses                           |
| «Everything»                  | 2017 | G Herbo                                     | Humble Beast                            |
| «Don’t Try Me»                | 2017 | Dave East                                   | N/A                                     |
| «Mars»                        | 2017 | Maxo Kream                                  | N/A                                     |
| «Young N*gga»                 | 2017 | Ralo, Янг Таг, Lil Yachty                   | Famerican Gangster 2                    |
| «Up»                          | 2018 | Янг Таг                                     | Hear No Evil                            |
| «Life Goes On»                | 2018 | Lil Baby, Gunna                             | Harder Than Ever                        |
| «Like A Farmer (Remix)»       | 2018 | Lil Tracy                                   | Внеальбомный сингл                      |
| «It’s A Slime»                | 2018 | Янг Таг                                     | Slime Language                          |
| «What You Know»               | 2018 | YoungBoy Never Broke Again                  | Master the Day of Judgement             |
| «Watch»                       | 2018 | Трэвис Скотт, Канье Уэст                    | Внеальбомный сингл                      |
| «Wasted»                      | 2018 | Juice WRLD                                  | Goodbye & Good Riddance                 |
| «Swagger On Mayo»             | 2018 | Freeway                                     | Think Free                              |
| «Been Ballin»                 | 2018 | Стив Аоки                                   | Steve Aoki Presents Kolony              |
| «Motto»                       | 2018 | Дэвид Гетта, Стив Аоки, G-Eazy, Mally Mall  | 7                                       |
| «Don’t Say That»              | 2018 | BlocBoy JB                                  | Don’t Think That                        |
| «Heavy Metal»                 | 2018 | Lil Gotit, Lil Keed                         | н/д                                     |
| «Bankteller»                  | 2018 | Desto Dubb, Lil Pump, 03 Greedo, Smokepurpp | н/д                                     |
| «Hercules»                    | 2018 | Lil Gotit                                   | н/д                                     |
| «Big Bank»                    | 2018 | Playboi Carti                               | н/д                                     |
| «Igor’s Theme»                | 2019 | Tyler, the Creator                          | Igor                                    |
| «Potential»                   | 2019 | Gucci Mane, Young Dolph                     | Delusions of Grandeur                   |
| «Cap Flow»                    | 2019 | Doowop                                      | Cappin Ain’t Dead                       |
| «What’s the Move»             | 2019 | Янг Таг                                     | So Much Fun                             |
| «Pose»                        | 2019 | Yo Gotti                                    | н/д                                     |
| «PTSD»                        | 2020 | G Herbo, Chance the Rapper, Juice WRLD      | PTSD                                    |
| «Heartless (Vaporwave Remix)» | 2020 | The Weeknd                                  | After Hours                             |

## Музыкальные видео
| Год                                  | Название                        | Режиссёр                        | Исполнитель                                                |
| В качестве ведущего исполнителя      | В качестве ведущего исполнителя | В качестве ведущего исполнителя | В качестве ведущего исполнителя                            |
| ------------------------------------ | ------------------------------- | ------------------------------- | ---------------------------------------------------------- |
| 2014                                 | «U.Z.I»                         |                                 | н/д                                                        |
| 2015                                 | «Super Saiyan Trunks»           |                                 | н/д                                                        |
| 2015                                 | «Safe House»                    |                                 | н/д                                                        |
| 2015                                 | «All My Chains»                 |                                 | н/д                                                        |
| 2016                                 | «Money Longer»                  |                                 | н/д                                                        |
| 2016                                 | «You Was Right»                 |                                 | н/д                                                        |
| 2016                                 | «Ps and Qs»                     |                                 | н/д                                                        |
| 2017                                 | «Go Off»                        |                                 | совместно с Трэвиссом Скоттом и Quavo                      |
| 2017                                 | «Do What I Want»                |                                 | н/д                                                        |
| 2017                                 | «XO TOUR Llif3»                 |                                 | н/д                                                        |
| 2017                                 | «The Way Life Goes Remix»       |                                 | при участии Ники Минаж                                     |
| 2019                                 | «Free Uzi»                      |                                 | н/д                                                        |
| 2019                                 | «That’s a Rack»                 |                                 | н/д                                                        |
| 2019                                 | «Sanguine Paradise»             | DAPS                            | н/д                                                        |
| 2020                                 | «Futsal Shuffle 2020»           | Jay Weneta                      | н/д                                                        |
| В качестве приглашенного исполнителя |                                 |                                 |                                                            |
| 2015                                 | «WDYW»                          |                                 | Carnage при участии Lil Uzi Vert, A$AP Ferg и Rich The Kid |
| 2015                                 | «Wrong»                         |                                 | Max при участии Lil Uzi Vert                               |
| 2016                                 | «Pull Up»                       |                                 | Уиз Халифа при участии Lil Uzi Vert                        |
| 2016                                 | «Bad and Boujee»                |                                 | Migos при участии Lil Uzi Vert                             |
| 2016                                 | «Love»                          |                                 | Felix Snow при участии Lil Uzi Vert                        |
| 2016                                 | «Too Much Sauce»                |                                 | DJ Esco при участии Фьючера и Lil Uzi Vert                 |
| 2017                                 | «Goyard Bag»                    |                                 | Fabolous при участии Lil Uzi Vert                          |
| 2017                                 | «wokeuplikethis*»               |                                 | Playboi Carti при участии Lil Uzi Vert                     |
| 2018                                 | «Marvelous Day»                 | Be El Be                        | Kap G при участии Lil Uzi Vert и Gunna                     |
| 2018                                 | «Wanted You»                    |                                 | Nav при участии Lil Uzi Vert                               |
| 2018                                 | «Been Ballin»                   |                                 | Steve Aoki при участии Lil Uzi Vert                        |
| 2018                                 | «Up»                            | Millicent Hailes                | Янг Таг при участии Lil Uzi Vert                           |
| Камео                                |                                 |                                 |                                                            |
| 2017                                 | «Good for It»                   |                                 | Nav                                                        |

## Комментарии
1. ↑  «Seven Million» не вошёл в чарт Hot R&B/Hip-Hop Songs, но достиг высшей позиции под номером четыре в чарте Bubbling Under R&B/Hip-Hop Singles.[28]
2. ↑  «Erase Your Social» не вошёл в чарт Billboard Hot 100, но достиг высшей позиции под номером 17 в чарте Bubbling Under Hot 100.[30]
3. ↑  «Go Off» не вошёл в чарт Billboard Hot 100, но достиг высшей позиции под номером семь в чарте Bubbling Under Hot 100 Singles.[30]
4. ↑  «The Way Life Goes» не вошёл в чарт NZ Top 40 Singles, но достиг высшей позиции под номером четыре в чарте NZ Heatseeker Singles.[37]
5. ↑  «New Patek» не вошёл в чарт NZ Top 40 Singles, но достиг высшей позиции под номером шесть в чарте NZ Hot Singles.[39]
6. ↑  «That’s a Rack» не вошёл в чарт NZ Top 40 Singles, но достиг высшей позиции под номером 18 в чарте NZ Hot Singles.[41]
7. ↑  «Sanguine Paradise» не вошёл в чарт NZ Top 40 Singles, но достиг высшей позиции под номером 11 в чарте NZ Hot Singles.[41]
8. ↑  «Futsal Shuffle 2020» не вошёл в чарт NZ Top 40 Singles, но достиг высшей позиции под номером четыре в чарте NZ Hot Singles.[42]
9. ↑  «Pull Up» не вошёл в чарт US Billboard Hot 100, но достиг высшей позиции под номером двадцать в чарте Bubbling Under Hot 100 Singles.[56]
10. ↑  «RAF» не вошёл в чарт Hot R&B/Hip-Hop Songs, но достиг высшей позиции под номером десять в чарте Bubbling Under R&B/Hip-Hop Singles.[28]
11. ↑  «RAF» не вошёл в чарт NZ Top 40 Singles, но достиг высшей позиции под номером пять в чарте NZ Heatseekers Singles.[67]
12. ↑  «Watch» не вошёл в чарт NZ Top 40 Singles, но достиг высшей позиции под номером два в чарте NZ Heatseeker Singles.[69]
13. ↑  «Reply» не вошёл в чарт NZ Top 40 Singles, но достиг высшей позиции под номером 23 в чарте NZ Hot Singles.[75]
14. ↑  «7AM» не вошёл в чарт Hot R&B/Hip-Hop Songs, но достиг высшей позиции под номером пять в чарте Bubbling Under R&B/Hip-Hop Singles.[28]
15. ↑  «Ps & Qs» не вошёл в чарт Billboard Hot 100, но достиг высшей позиции под номером 11 в чарте Bubbling Under Hot 100 Singles.[30]
16. ↑  «Do What I Want» не вошёл в чарт Billboard Hot 100, но достиг высшей позиции под номером один в чарте Bubbling Under Hot 100 Singles.[30]
17. ↑  «Do What I Want» не вошёл в чарт Hot R&B/Hip-Hop Songs, но достиг высшей позиции под номером один в чарте Bubbling Under R&B/Hip-Hop Singles.[28]
18. ↑  «Pretty Mami» не вошёл в чарт Billboard Hot 100, но достиг высшей позиции под номером два в чарте Bubbling Under Hot 100 Singles.[30]
19. ↑  «Pretty Mami» не вошёл в чарт Hot R&B/Hip-Hop Songs, но достиг высшей позиции под номером один в чарте Bubbling Under R&B/Hip-Hop Singles.[28]
20. ↑  «Feelings Mutual» не вошёл в чарт Billboard Hot 100, но достиг высшей позиции под номером восемь в чарте Bubbling Under Hot 100 Singles.[30]
21. ↑  «Feelings Mutual» не вошёл в чарт Hot R&B/Hip-Hop Songs, но достиг высшей позиции под номером три в чарте Bubbling Under R&B/Hip-Hop Singles.[28]
22. ↑  «How to Talk» не вошёл в чарт Billboard Hot 100, но достиг высшей позиции под номером 11 в чарте Bubbling Under Hot 100 Singles.[30]
23. ↑  «How to Talk» не вошёл в чарт Hot R&B/Hip-Hop Songs, но достиг высшей позиции под номером шесть в чарте Bubbling Under R&B/Hip-Hop Singles.[28]
24. ↑  «Early 20 Rager» не вошёл в чарт Billboard Hot 100, но достиг высшей позиции под номером 15 в чарте Bubbling Under Hot 100 Singles.[30]
25. ↑  «Early 20 Rager» не вошёл в чарт Hot R&B/Hip-Hop Songs, но достиг высшей позиции под номером восемь в чарте Bubbling Under R&B/Hip-Hop Singles.[28]
26. ↑  «Malfunction» не вошёл в чарт Billboard Hot 100, но достиг высшей позиции под номером 24 в чарте Bubbling Under Hot 100 Singles.[30]
27. ↑  «20 Min» не вошёл в чарт Billboard Hot 100, но достиг высшей позиции под номером 17 в чарте Bubbling Under Hot 100 Singles.[30]